# Some Actors
Some Actors è un cortometraggio muto del 1915 scritto e diretto da W.P. Kellino.

## Trama
Un impresario teatrale alle prese con i problemi che gli creano degli aspiranti attori.

## Produzione
Il film fu prodotto dalla Cricks.

## Distribuzione
Distribuito dalla Davison Film Sales Agency (DFSA), il film - un cortometraggio di 163 metri - uscì nelle sale cinematografiche britanniche nel gennaio 1915.